# 片切氏
片切氏（かたぎりうじ、かたぎりし）は、日本の氏族の一つ。日本の武家、国人領主、旗本の氏族として知られる。清和源氏鎮守府将軍正四位上六孫王源経基が五男従五位下野守相模介満快流。一族のうち平安末期には長清、為信は河内源氏嫡流家の郎党として奥州征伐に従軍した。この時期の武将としては『保元物語』にその活躍が記される源義朝・悪源太義平に属した片切小八郎大夫景重が著名である。

## 概要
平安時代後期に信濃国の上伊那郡一帯を領した源為公に始まる片切氏の一族。奥州征伐に於いて戦死した長清の戦功として、また同じく随兵した為信は祖先の地、信州那須郡地頭に任ぜられている。
信濃の他、美濃国・遠江国・近江国にも支族が進出している
このうち美濃を経て近江に移ったと考えられる分家（為遠の孫・長清の裔、片桐且元が出る）が著名であり、承久の乱の恩賞として、為頼の代に美濃国彦次郷に所領を得て土着している。
片切為行（為基の子）の子、為綱が飯嶋氏・岩間氏の祖、行心が田島氏の祖、景重が名子氏の祖、為遠が片切氏（嫡流）・赤須氏の祖、宗綱が大嶋氏の祖となった。

## 歴史
『吾妻鏡』には景重の跡を継いだ片切為康。が源頼朝本人から歓待されたこと、平家に没収されていた所領が20数年ぶりに返還されたことが記されているが（寿永3年「1184年」6月23日条）、5年後に頼朝が上洛した際の随員名を記す幕府の半公式記録ともいうべき「吾妻鏡」の長大なリストの中に為康の名は見られず、鎌倉時代中期の御家人の交名となっている、建治元年（1275年）「六条八幡宮造営注文」にも、片切氏の名は見当たらない。
承久の乱において、片切氏の一族は小笠原氏・武田氏を主将として中山道を進んだ幕府軍の一部として上洛した。この時、片切源太、太郎、又太郎は上皇方に包囲された京都守護伊賀光季の手勢として奮戦した。片切三郎が『承久記』「尾張の国にして官軍合戦の事」に見えている。
1400年（応永7年）に信濃国守護小笠原長秀と北部の有力国人領主らが衝突した大塔合戦では、守護家に加勢した数少ない国人衆の一部としてその名が見える。小笠原家人が絶望的な篭城戦を行う中、小笠原氏の本拠地たる南信濃の国人として、長秀に従軍していたであろう片切一族は、頃合を見て戦線を離脱したようである。『大塔物語』には討ち死にした武士の中に片切氏の名は見えない。
片切氏の一族は、1441年（永享12年）の結城合戦では再び、守護小笠原家傘下に幕府派遣軍の一部をなした（『結城陣番帳』）が、詳細は不明である。このほか、室町後期の片切氏の動向は、諏方社(上社)に残る古文書（『諏訪御符礼之古書』）から、伊奈郡の国人領主として存続していたことが知られる。すなわち1458年（長禄2年）片切為長の死去にともない、その子片切為嗣が相続、1488年（長享2年）には片切為貞(偵)がこれに継いだ。これらはいずれも「為」の通字を相伝している。
戦国時代に入って天文11年（1533年）、伊奈（伊那）郡は武田晴信（信玄）の侵攻を受ける。片切氏を含む伊奈衆は、鈴岡城の小笠原信定(小笠原長時の弟)の麾下に一旦は甲州勢を迎え撃つ構えを見せたが、南信の国人衆が次々に降伏あるいは滅ぼされる中、天文23年（1554年）に信玄の軍門に下った。その結果、片切氏と飯嶋・上穂・赤須・大嶋氏の「春近五人衆」は合して五十騎の軍役（秋山虎繁の同心）に服したことが、1567年（永禄10年）生島足島神社に提出された「下之郷起請文」に明らかである。ここでは、片切（舟山）城主の片切昌為と分家の片切為房が起請文を呈している。
1582年（天正10年）、織田信長は嫡子信忠を先鋒として伊奈郡に兵を進めた。『信長公記』には武田軍に従って飯嶋氏が高遠城で抵抗したことが史料に現れるのみで、片切・大嶋・上穂・赤須氏は討死、あるいは逃亡・降参した。片切氏本家は家名を失ったが、甲府に人質として留められていた昌為の甥・為秀の家が残された。伊那谷における分家は、江戸時代に地名の変更と共に「片桐」と姓を改めている。